# Économie positive
 (mai 2018).
Si vous disposez d'ouvrages ou d'articles de référence ou si vous connaissez des sites web de qualité traitant du thème abordé ici, merci de compléter l'article en donnant les références utiles à sa vérifiabilité et en les liant à la section « Notes et références ».
L’économie positive rassemble les explications objectives ou scientifiques du fonctionnement de l'économie. Dans le cadre de l'économie positive, on étudie les conséquences économiques d'une décision prise par la société et relative à la consommation, la production et l'échange de biens. Cette investigation a deux finalités :
- Satisfaire la curiosité en expliquant les raisons du fonctionnement de l'économie ;
- Offrir une base pour prévoir comment l'économie réagira à des changements de situation

Exemple:  L'augmentation des dépenses publiques entraîne une augmentation de la croissance (sous réserve que ces dépenses soient redistribuées dans le pays, et non dans des entreprises étrangères qui ne feront augmenter la croissance que du pays détenant le siège social de ces entreprises. Dans un contexte de mondialisation, les dépenses publiques peuvent fuir à l'étranger et augmenter inutilement la dette d'un pays sans avoir d'effet sur son économie réelle.).
L’économie normative fournit des prescriptions ou recommandations fondées sur des jugements de valeur. En économie normative, l'interrogation porte sur les valeurs que les individus associent à une décision économique. Exemple : le gouvernement doit augmenter les dépenses publiques.

## Opposition entre économie positive et économie normative
Ces deux approches de l'économie s'opposent continuellement et sont une des sources du débat économique. L'économie positive est factuelle alors que l'économie normative est morale. La démarche scientifique stricte induit l'exclusion de l'économie normative dans la conception des modèles économiques. Or l'utilisation des postulats, supposés invérifiables, dans l'élaboration des théories économiques conduit à des interprétations normatives des résultats. Il en est de même avec les hypothèses économiques qui ne peuvent pas être testées de manière fiable. Plus généralement, l'opposition entre économies positive et normative renvoie à la difficulté des sciences sociales à être des sciences positives.
Selon certains, cette opposition peut également être assimilée à l'opposition existant entre l'économie réelle prônée par les économistes classiques et l'économie pure prônée par les économistes néo-classiques.

## Économie positive
On part du  monde tel qu'il est. La description du monde est supposée être objective, même en ce qui concerne les croyances des agents: "Il est un fait objectif que Mme A pense x", même si x est faux.
Cette posture permet d'adopter une démarche scientifique: elle émet des hypothèses, pour expliquer des phénomènes.
Conséquence : Il y a des hypothèses qui "marchent" et d'autres non.
L'approche strictement positive ne permet pas de prendre (ou de recommander) des décisions uniques mais seulement de relier les causes aux conséquences: "les décisions D et D' ont pour conséquences respectives E et E' donc si vous jugez E meilleure que E' il faut choisir D plutôt que D'."

### Néologisme des années 2000
L'expression "économie positive" a été inventée par Arthur Rimbaud dans une lettre célèbre du 28 août 1871 à Paul Demeny : "Je veux travailler libre : mais à Paris, que j'aime (...). Je vous ai prié d'indiquer des occupations peu absorbantes, parce que la pensée réclame de larges tranches de temps. Absolvant le poète, ces balançoires matérielles se font aimer. Je suis à Paris : il me faut une économie positive !". (Rimbaud, Correspondance, GF, pp. 93-94).
Le terme économie positive a été repris dans les années 2000 par l'association asbl Poseco, est également employé, pour désigner une croissance économique qui restaure le capital naturel, c’est-à-dire la capacité de l’environnement à fournir à l’économie des ressources (énergie, matières premières) et des services (stockage du carbone, recyclage des déchets, traitement de l’eau, etc).

### Suite en 2012 en France
En 2012, François Hollande a commandé à Jacques Attali un rapport sur la situation de l'« économie positive », c'est-à-dire au service des nouvelles générations. L'objectif de ce rapport est de mettre fin au « court-termisme », de passer d'une « économie individualiste » fondée sur le court terme à une économie fondée sur « l'intérêt général et l'intérêt des générations futures », d'organiser la transition d'un « modèle ancien fondé sur l'économie de la richesse » à un modèle dans lequel « les agents économiques auront d'autres obligations que la maximisation du profit ». Ce rapport propose 44 réformes. Il s'inscrit dans le cadre du mouvement de l'économie positive, qui se réunit depuis 2012 chaque année au Havre, et bientôt dans d'autres pays.

## Économie normative
Elle définit comment le monde devrait être. Voir l'article dédié.